# زهانغ ياي
زهانغ ياي (بالصينية: 张一) (17 أغسطس 1993 بخونان في الصين - ) هو لاعب كرة قدم صيني في مركز الدفاع. لعب مع نادي مجموعة شانغهاي الدولية للموانئ ونادي شانغهاي بودونغ لكرة القدم.

## روابط خارجية
- زهانغ ياي على موقع قاعدة بيانات كرة القدم.إي يو (الإنجليزية)
- زهانغ ياي على موقع Soccerway.com (الإنجليزية)